# Buchenbühl (Weiler-Simmerberg)
Buchenbühl (selten: Unterbuchenbühl; westallgäuerisch: Buəchəbiel) ist ein Gemeindeteil des Markts Weiler-Simmerberg im bayerisch-schwäbischen Landkreis Lindau (Bodensee).

## Geographie
Das Dorf liegt circa 2,5 Kilometer südwestlich des Hauptorts Weiler im Allgäu und zählt zur Region Westallgäu. Oberhalb des Orts liegt in der Marktgemeinde Scheidegg Oberbuchenbühl.

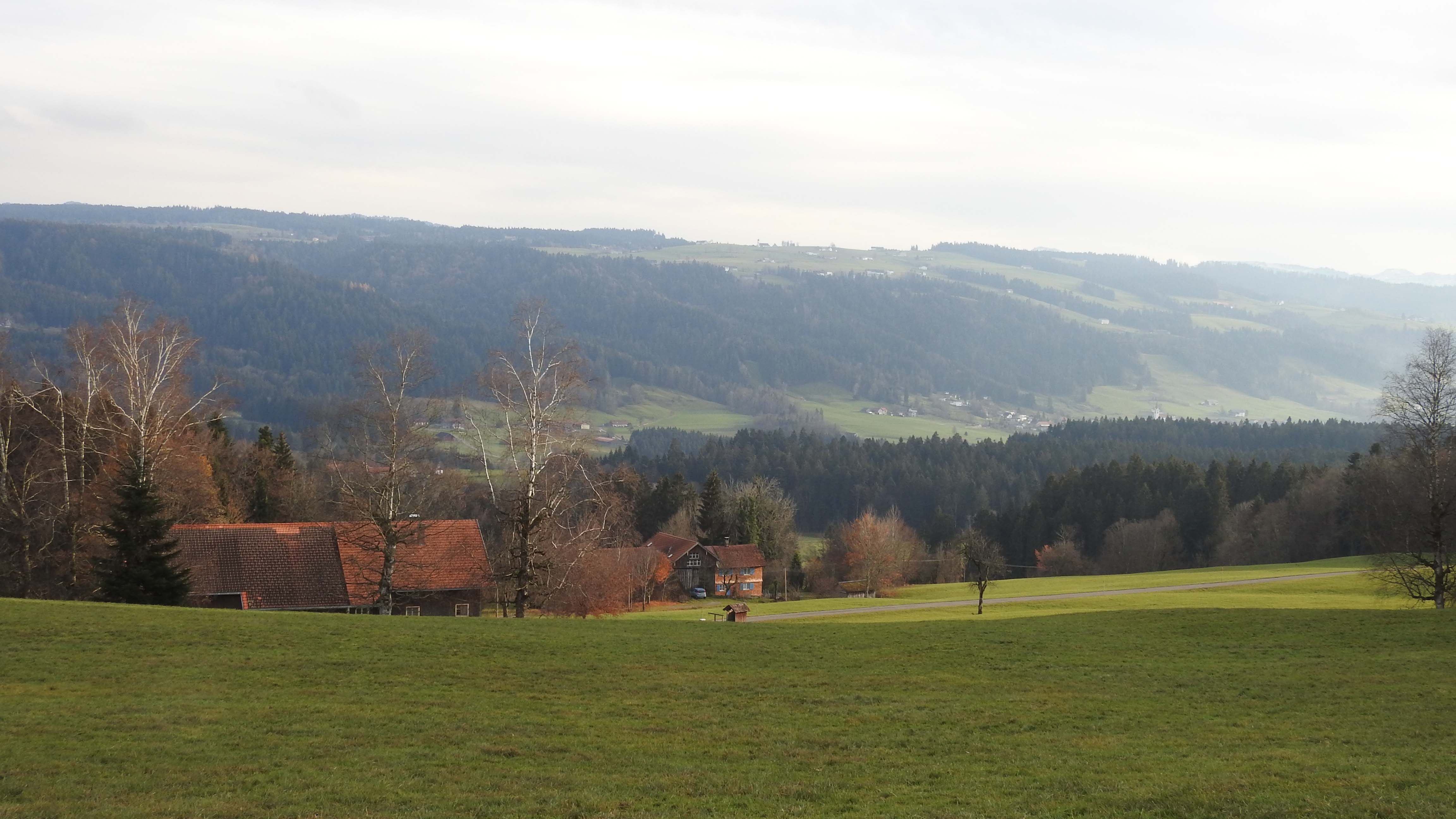
Blick von Buchenbühl ins Rothachtal

## Ortsname
Der Ortsname setzt sich aus dem mittelhochdeutschen Wort buoh für Buchenwald sowie dem Grundwort -bühl zusammen und bedeutet (Siedlung am) mit Buchen bewachsenen Hügel.

## Geschichte
Buchenbühl wurde urkundlich erstmals im Jahr 1475 mit der Übergabe des Orts von den Herren von Weiler an Ellhofen erwähnt. 1769 fand die Vereinödung Buchenbühls statt. Der Ort gehörte einst der Herrschaft Altenburg an.

## Baudenkmäler
Siehe: Liste der Baudenkmäler in Buchenbühl

## Persönlichkeiten
- Josef Anton Fäßler (1797–1872), Bezirkstierarzt, Träger des Verdienstordens der Bayerischen Krone[4]
- Max Hartmann (1876–1962), Zoologe, Naturphilosoph, Hochschullehrer und Direktor des Kaiser-Wilhelm-Instituts für Biologie, lebte in Buchenbühl[5]
- Edwin Erich Dwinger (1898–1981), Schriftsteller, lebte in Buchenbühl[6]